# Station Birkenhead Park
Birkenhead Park is een spoorwegstation van National Rail in Birkenhead, Wirral in Engeland. Het station is eigendom van Network Rail en wordt beheerd door Merseyrail. 